# Rete tranviaria di Newark
La rete tranviaria di Newark (in inglese Newark Light Rail, IPA: [nuː.ərk laɪt reɪl]) è la rete tranviaria a servizio della città di Newark, nello Stato del New Jersey. È gestita dalla New Jersey Transit.
La rete si compone di due segmenti: il segmento originale, denominato all'epoca Newark City Subway poiché la stazioni centrali erano state realizzate in sotterraneo, fu aperto il 6 maggio del 1935, mentre il segmento più recente, chiamato Broad Street Extension, venne aperto il 17 luglio 2006.

## La rete
La rete è attiva sette giorni su sette, con frequenze variabili tra i 5 e i 25 minuti.
| Linea              | Percorso                                   | Apertura | Ultima estensione | Stazioni |
| ------------------ | ------------------------------------------ | -------- | ----------------- | -------- |
| Linea City Subway  | Grove Street ↔ Newark Penn Station         | 1935     | 2002              | 12       |
| Linea Broad Street | Broad Street Station ↔ Newark Penn Station | 2006     | -                 | 6        |